# Seven de Fiyi 2000
El Seven de Fiyi de 2000 fue la primera y única edición del torneo de rugby 7, fue el sexto torneo de la primera temporada de la Serie Mundial Masculina de Rugby 7.
Se disputó en la instalaciones del National Stadium de Suva.

## Fase de grupos

### Grupo A
| Equipo         | Encuentros | Encuentros | Encuentros | Encuentros | Tantos  | Tantos    | Tantos     | Puntos |
| Equipo         | jugados    | ganados    | empatados  | perdidos   | a favor | en contra | diferencia | Puntos |
| -------------- | ---------- | ---------- | ---------- | ---------- | ------- | --------- | ---------- | ------ |
| Fiyi           | 3          | 3          | 0          | 0          | 132     | 14        | +118       | 9      |
| Uruguay        | 3          | 2          | 0          | 1          | 45      | 54        | -9         | 7      |
| Francia        | 3          | 1          | 0          | 2          | 54      | 62        | −8         | 5      |
| Estados Unidos | 3          | 0          | 0          | 3          | 12      | 113       | −101       | 3      |

Nota: Se otorgan 3 puntos al equipo que gane un partido, 2 al que empate y 1 al que pierda

### Grupo B
| Equipo             | Encuentros | Encuentros | Encuentros | Encuentros | Tantos  | Tantos    | Tantos     | Puntos |
| Equipo             | jugados    | ganados    | empatados  | perdidos   | a favor | en contra | diferencia | Puntos |
| ------------------ | ---------- | ---------- | ---------- | ---------- | ------- | --------- | ---------- | ------ |
| Nueva Zelanda      | 3          | 3          | 0          | 0          | 85      | 12        | +73        | 9      |
| Argentina          | 3          | 2          | 0          | 1          | 71      | 57        | +14        | 7      |
| Papúa Nueva Guinea | 3          | 1          | 0          | 2          | 49      | 78        | −29        | 5      |
| Croacia            | 3          | 0          | 0          | 3          | 35      | 92        | −58        | 3      |

### Grupo C
| Equipo | Encuentros | Encuentros | Encuentros | Encuentros | Tantos  | Tantos    | Tantos     | Puntos |
| Equipo | jugados    | ganados    | empatados  | perdidos   | a favor | en contra | diferencia | Puntos |
| ------ | ---------- | ---------- | ---------- | ---------- | ------- | --------- | ---------- | ------ |
| Samoa  | 3          | 2          | 1          | 0          | 51      | 34        | +17        | 8      |
| Canadá | 3          | 2          | 0          | 1          | 52      | 37        | +15        | 7      |
| Japón  | 3          | 0          | 2          | 1          | 29      | 45        | −16        | 5      |
| Tonga  | 3          | 0          | 1          | 2          | 34      | 50        | −16        | 4      |

### Grupo D
| Equipo     | Encuentros | Encuentros | Encuentros | Encuentros | Tantos  | Tantos    | Tantos     | Puntos |
| Equipo     | jugados    | ganados    | empatados  | perdidos   | a favor | en contra | diferencia | Puntos |
| ---------- | ---------- | ---------- | ---------- | ---------- | ------- | --------- | ---------- | ------ |
| Australia  | 3          | 3          | 0          | 0          | 94      | 5         | +89        | 9      |
| Sudáfrica  | 3          | 2          | 0          | 1          | 61      | 33        | +28        | 7      |
| Islas Cook | 3          | 1          | 0          | 2          | 47      | 47        | 0          | 5      |
| Vanuatu    | 3          | 0          | 0          | 3          | 0       | 117       | −117       | 3      |

## Fase Final

### Cuartos de final
| 12 de febrero | Fiyi | 28 - 12 | Argentina |  |  |

| 12 de febrero | Australia | 14 - 7 | Canadá |  |  |

| 12 de febrero | Samoa | 28 - 21 | Sudáfrica |  |  |

| 12 de febrero | Nueva Zelanda | 49 - 0 | Uruguay |  |  |

### Semifinal
| 12 de febrero | Fiyi | 26 - 12 | Australia |  |  |

| 12 de febrero | Samoa | 0 - 45 | Nueva Zelanda |  |  |

### Final
| 12 de febrero | Nueva Zelanda | 31 - 5 | Fiyi |  |  |

| Bandera de Nueva Zelanda |
| Campeón Nueva Zelanda    |
| 3º título del circuito   |